# República Federal de Iugoslàvia
La República Federal de Iugoslàvia va ser la denominació que van rebre els actuals estats de Sèrbia i Montenegro des del 27 d'abril de 1992 fins al 4 de febrer de 2003. Estava integrada per dues repúbliques federals: la República Autònoma de Montenegro i la República Sèrbia.

## Història
L'any 1991, quatre repúbliques de la República Federal Socialista de Iugoslàvia es van independitzar d'aquest país: Eslovènia, Croàcia, Macedònia i Bòsnia i Hercegovina. L'exèrcit iugoslau, format principalment per serbis, va mantenir una guerra, la Guerra dels Balcans, que no va poder impedir la desintegració del país.
Després de perdre aquests territoris, Iugoslàvia es va rebatejar amb el nom de República Federal de Iugoslàvia, i tot i que va intentar ser el successor legal de l'antiga Iugoslàvia, els membres de l'Organització del Tractat de l'Atlàntic Nord (OTAN), no el van reconèixer com a tal.
La guerra de secessió que havia mantingut amb Bòsnia des de l'inici de la dècada, va acabar amb els Acords de Dayton (1995), firmats per Slobodan Milošević, Franjo Tuđman i Alija Izetbegović.
En un referèndum celebrat a Montenegro l'any 1992, el 95,66% dels vots eren favorables a mantenir la unió amb la república de Sèrbia. La participació en aquestes votacions va ser de només el 66%, xifra que senyala el boicot realitzat per les minories catòliques i musulmanes, a més de ciutadans que volien la independència. Aquests sectors es van queixar que el referèndum havia estat organitzat sota condicions no democràtiques i que el govern central s'havia encarregat de controlar la campanya electoral.
L'any 1996, sota el govern de Milo Đukanović, les relacions entre les dues repúbliques van empitjorar (tot i els canvis polítics que estaven esdevenint a Sèrbia). Com a conseqüència, la cúpula política montenegrina va prendre la decisió d'establir una política econòmica pròpia, a més d'instaurar el marc alemany com a moneda oficial (divisa que més tard fou substituïda per l'euro).
L'any 1999, l'OTAN va iniciar una campanya de bombardeigs a la província de Kosovo, que en l'intent de separar-se de Sèrbia va iniciar la guerra de Kosovo. Les persecucions ètniques patides per la població civil durant la guerra van originar la creació d'un Tribunal Internacional a La Haia per perseguir els crims de guerra comesos. Kosovo va quedar sota organització de l'Organització de les Nacions Unides (ONU) i tot i que formalment era part de Sèrbia, s'esperava que un futur plebiscit li atorgués l'autonomia.
L'any 2000, Iugoslàvia va ser readmesa de nou a l'ONU, després d'anys de suspensió. Per altra banda, sota pressió interna, el govern va decidir enterrar definitivament el nom de Iugoslàvia.
L'any 2002, els governs de les dues repúbliques que formaven la federació van arribar a un acord amb l'objectiu de millorar la cooperació entre elles. El 4 de febrer de 2003 es va aprovar una nova Constitució, i l'Estat va ser reestructurat, amb canvi de nom inclòs, passant a anomenar-se Sèrbia i Montenegro.

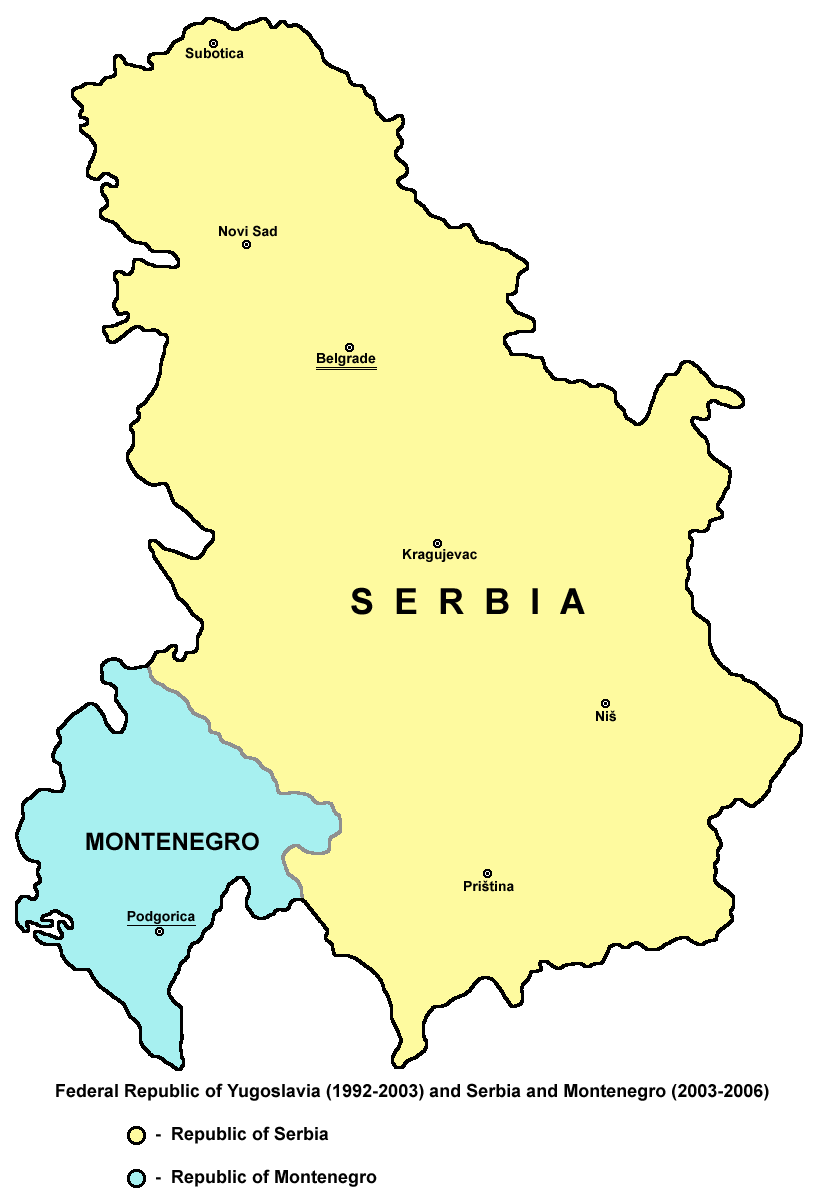
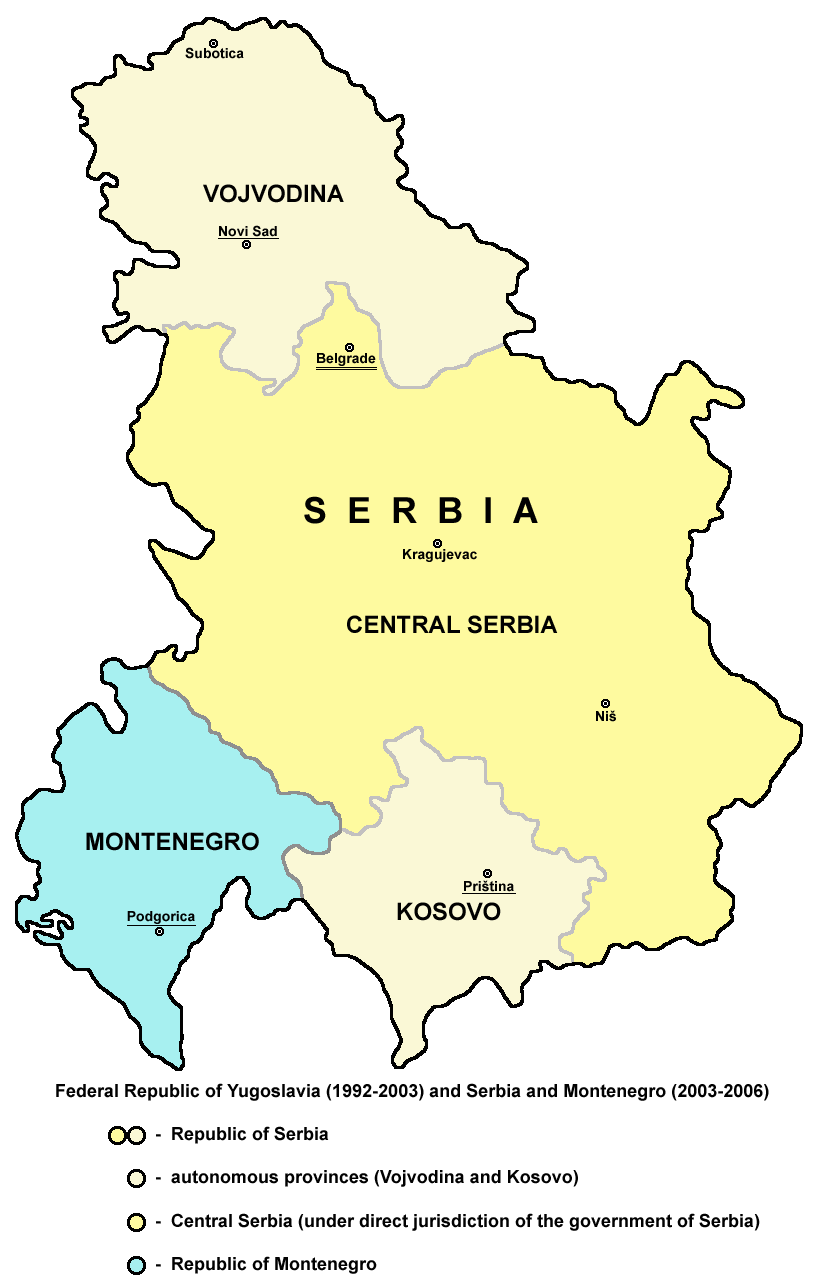